# Реляционная квантовая механика
Реляционная квантовая механика (РКМ) — интерпретация квантовой механики, которая рассматривает состояние квантовой системы как зависящее от наблюдателя, то есть, что состояние является отношением между наблюдателем и системой. Данная интерпретация впервые описана Карло Ровелли в 1994 году, и с тех пор была расширена рядом теоретиков. Вдохновлена ключевой идеей специальной теории относительности о том, что наблюдение зависит от системы отсчёта, связанной с наблюдателем.
Физическое содержимое теории имеет отношение не к самим объектам, а к отношениям между ними. Как выразился Ровелли: «Квантовая механика — теория о физическом описании физических систем относительно других систем, и это полное описание мира».